# Lithocarpus urceolaris
Lithocarpus urceolaris là một loài thực vật có hoa trong họ Cử. Loài này được (Jack) Merr. mô tả khoa học đầu tiên năm 1952.